# Michael Malarkey
Michael Malarkey (Beirut, Líbano; 21 de junio de 1983)es un actor y cantante libanes. Es conocido por interpretar a Enzo en la serie de drama y ciencia ficción de la cadena The CW The Vampire Diaries y al Capitán Michael Quinn en la serie de History Project Blue Book.

## Biografía
Malarkey nació en Beirut, Líbano, hijo de madre inglesa de ascendencia palestina e italiana y de padre estadounidense de origen irlandés. Cuando era pequeño, se mudó con su familia a Yellow Springs, Ohio, donde se crio. En 2006, Malarkey decidió mudarse a Londres, a la edad de 22 años. Allí, estudió en la London Academy of Music and Dramatic Art.
En 2009 se casó con la actriz inglesa Nadine Lewington.

## Carrera
Malarkey ha desarrollado su carrera principalmente en Reino Unido, en donde ha participado en diversas obras de teatro, tales como Spring Storm, Beyond The Horizon y las adaptaciones de Million Dollar Quartet y El gran Gatsby. En televisión ha actuado en series como Inside The Titanic, Dark Matters y Mr. Sloane; así mismo, ha participado en diversos cortometrajes, tales como Good Morning Rachel, Ghost in the Machine y en la película Impirioso.
En febrero de 2013 fue elegido para interpretar al Príncipe Maxon, el protagonista masculino en el segundo piloto para la cadena The CW adaptado de la novela de la autora Kiera Cass The Selection. El episodio piloto fue descartado para desarrollar una serie para la temporada 2013-14.
El 9 de octubre de 2013, se dio a conocer que Malarkey había sido contratado para interpretar a Lorenzo "Enzo" St. John, un personaje recurrente en la quinta temporada de The Vampire Diaries. Después de ganar popularidad entre los espectadores de la serie, Malarkey fue ascendido al elenco principal de la serie a partir de la sexta temporada.
Entre 2019 y 2020 protagonizó la serie del canal History Project Blue Book, en el papel del capitán Michael Quinn.

## Filmografía
| Cine       | Cine                   | Cine                    | Cine                                                           |
| Año        | Título                 | Papel                   | Notas                                                          |
| ---------- | ---------------------- | ----------------------- | -------------------------------------------------------------- |
| 2009       | Good Morning Rachel    | Peter                   | Cortometraje                                                   |
| 2009       | Contractions           | Protagonista masculino  | Cortometraje                                                   |
| 2012       | Ghost in the Machine   | Vaquero                 | Cortometraje                                                   |
| 2013       | Impirioso              | Bruno                   |                                                                |
| Televisión |                        |                         |                                                                |
| Año        | Título                 | Papel                   | Notas                                                          |
| 2011       | Inside The Titanic     | Milton Long             | 1 episodio                                                     |
| 2012       | Dark Matters           | Frank Geyser            | 3 episodios                                                    |
| 2013       | Raw                    | Anthony                 | 4 episodios                                                    |
| 2013       | Mr. Sloane             | Craig                   |                                                                |
| 2013-2017  | The Vampire Diaries    | Lorenzo "Enzo" St. John | Papel recurrente (temporada 5) papel principal (temporada 6–8) |
| 2019-2020  | Project Blue Book      | Capitán Michael Quinn   | Papel principal                                                |
| Teatro     |                        |                         |                                                                |
| Año        | Título                 | Papel                   | Notas                                                          |
| 2009       | Inches Apart           | Lee                     |                                                                |
| 2010       | Spring Storm           | Arthur                  |                                                                |
| 2010       | Beyond the Horizon     | Robert                  |                                                                |
| 2011       | Million Dollar Quartet | Elvis Presley           | Debut en Broadway                                              |
| 2012       | The Intervention       | Jed                     |                                                                |
| 2012       | El gran Gatsby         | Jay Gatsby              |                                                                |

## Discografía
EPs
- "Feed The Flames"
- "Knots"

Sencillos
- "The Bells Still Ring"
- "Scars"